# Batalha de Tel el-Kebir
A Batalha de Tel el-Kebir foi travada entre o exército egípcio liderado por Ahmed Urabi e as forças armadas britânicas perto de Tel El Kebir. Depois que os oficiais egípcios descontentes comandados por Urabi se rebelaram em 1882, o Reino Unido reagiu para proteger seus interesses no país e, em particular, no Canal de Suez.

## Antecedentes

### Bombardeamento e Invasão de Alexandria
Em 20 de maio, uma frota franco-britânica combinada chegou a Alexandria. Ao mesmo tempo, as tropas egípcias estavam reforçando as defesas costeiras da cidade em antecipação a um ataque. Esses eventos aumentaram a tensão em Alexandria e, eventualmente, desencadearam distúrbios tumultuosos com perda de vidas em ambos os lados. Como resultado dos distúrbios, um ultimato foi enviado ao governo egípcio exigindo que eles ordenassem aos oficiais de Urabi em Alexandria que desmantelassem as suas baterias de defesa costeira. O governo egípcio recusou. Enquanto isso, a tensão aumentou entre a Grã-Bretanha e a França durante a crise, já que a maioria das perdas não era francesa, os principais beneficiários europeus da revolução seriam os franceses. Assim, o governo francês recusou-se a apoiar este ultimato e decidiu contra a intervenção armada.
Quando o ultimato foi ignorado, o almirante Seymour deu a ordem para a Marinha Real bombardear os postos de armas egípcios em Alexandria. No dia 11 de Julho às 7h00 da manhã, a primeira bala foi disparada para o Fort Adda pelo HMS Alexandra (1875) e às 7h10, toda a frota atacou. As defesas costeiras devolveram fogo logo depois, com efeito mínimo e causando baixas mínimas à frota britânica. Nenhum navio britânico foi afundado. Em 13 de Julho, uma grande força naval desembarcou na cidade. Apesar da forte resistência da guarnição por várias horas, a esmagadora superioridade das menores forças britânicas acabou forçando as tropas egípcias a se retirarem da cidade.

## Prelúdio

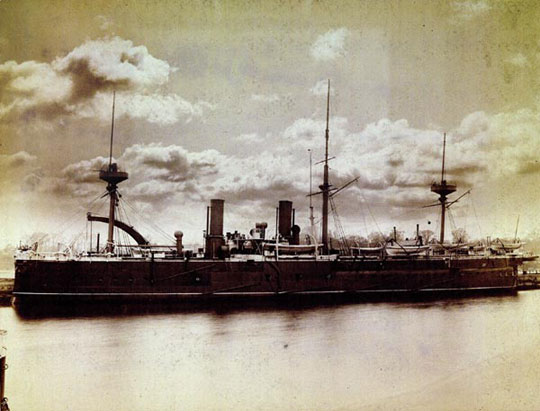
Fotografia do HMS Alexandra

O tenente-general Garnet Wolseley foi encarregado de uma grande força com o objetivo de destruir o regime de Urabi e restaurar a autoridade nominal do Quediva Teufique Paxá. A força total era de 24 mil tropas britânicas, que se concentravam em Malta e Chipre, e uma força de 7 mil tropas indianas que avançaria a partir de Adém.
Wolseley tentou primeiro chegar ao Cairo directamente de Alexandria. Urabi colocou as suas tropas em Kafr El Dawwar entre o Cairo e Alexandria e preparou defesas muito substanciais. Lá, os ataques das tropas britânicas foram repelidos por cinco semanas na Batalha de Kafr El Dawwar.

### Protegendo o Canal
Wolseley decidiu então se aproximar do Cairo a partir de uma rota diferente. Ele resolveu atacar da direção do canal de Suez. Urabi sabia que a única outra abordagem de Wolseley para o Cairo era a do canal, e ele queria bloqueá-lo. Ferdinand de Lesseps, ao saber das intenções de Urabi, assegurou que os britânicos nunca arriscariam danificar o canal, e evitariam envolvê-lo em operações a todo custo segundo Lutsky, ele até mesmo "deu sua palavra de honra a Urabi de não permitir o desembarque de tropas britânicas na Zona do Canal, e Urabi confiou em Lesseps. Com isso, Urabi cometeu um grave erro político e militar ". Urabi ouviu o seu conselho e não bloqueou o canal, deixando-o aberto para uma invasão das forças britânicas.
Quando Wolseley chegou a Alexandria em 15 de Agosto, ele imediatamente começou a organizar o movimento de tropas através do Canal de Suez até Ismaília. Isso foi realizado tão rapidamente que Ismaília foi ocupada em 20 de Agosto sem resistência.
Ismaília foi rapidamente reforçada com 9 mil soldados, com os engenheiros trabalhando para consertar a linha férrea de Suez. Uma pequena força foi empurrada ao longo do Canal da Água Doce até a eclusa de El-Kasasin, chegando em 26 de Agosto.

### Ataque Egípcio a El-Kasasin
Urabi tentou repelir o avanço e atacou as forças britânicas perto de El-Kasasin em 28 de Agosto. As tropas britânicas foram apanhadas de surpresa, pois não esperavam um ataque. A luta foi intensa, mas os dois batalhões britânicos, com as suas 4 peças de artilharia, mantiveram a sua posição.
A Cavalaria Pesada Britânica, composta pela Household Cavalry e a 7ª Guarda Dragões, estava seguindo a infantaria e estava acampada a 6,4 km (4 milhas) de distância. Quando a cavalaria chegou, os britânicos entraram na ofensiva e causaram pesadas baixas nos egípcios, forçando-os a recuar 8,0 km (5 milhas).
Um novo ataque das forças egípcias em El-Kasasin foi repelido e os egípcios se retiraram para suas linhas para construir defesas.

## Batalha

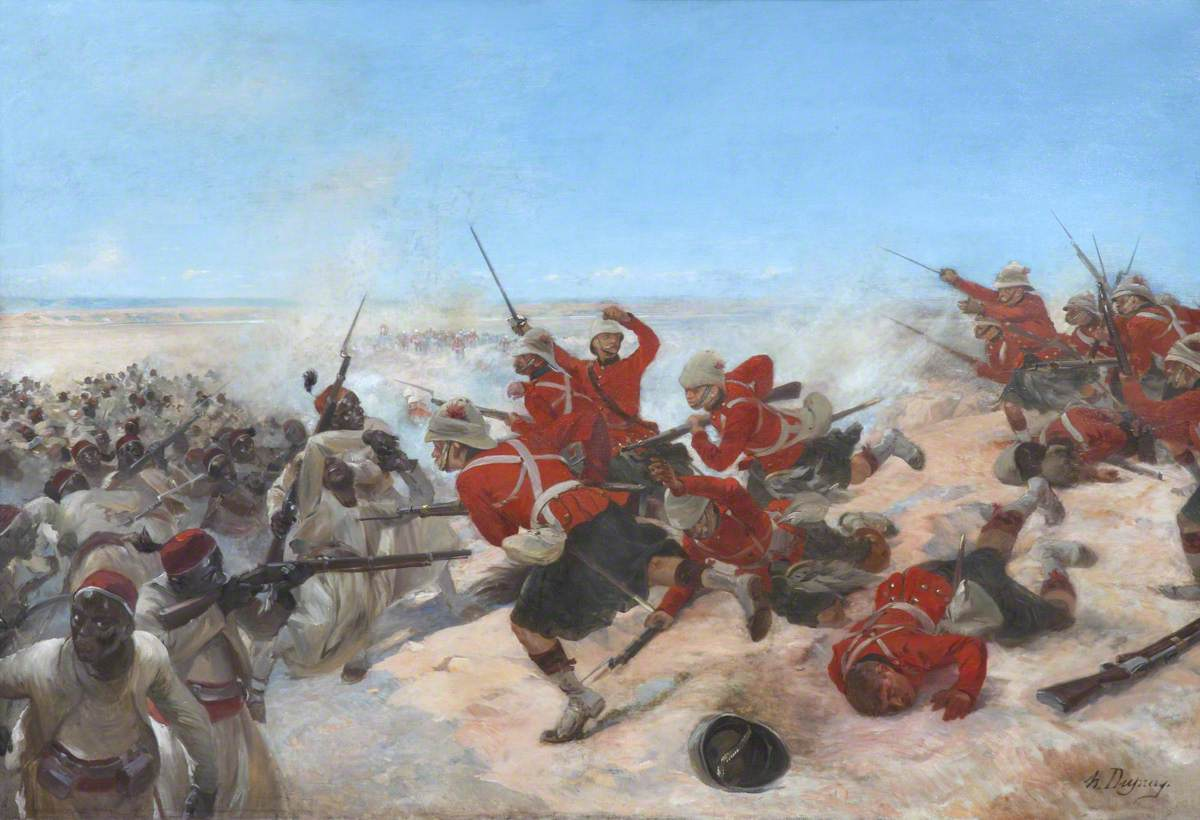
Tell El Kebir por Henri Louis Dupray

Urabi havia redistribuído as suas tropas para defender o Cairo contra Wolseley. Sua força principal estacionou em Tell El Kebir, ao norte da ferrovia e do canal de Sweetwater, ambos ligando o Cairo a Ismaília no canal. As defesas foram prontamente preparadas, mas incluíam trincheiras e redutos. As forças de Urabi possuíam 60 peças de artilharia e espingardas de ferrolho. Wolseley fez vários reconhecimentos pessoais e determinou que os egípcios não ocupavam postos avançados na frente de suas principais defesas à noite, o que tornava possível que uma força atacante se aproximasse das defesas sob o manto da escuridão. Em vez de fazer um movimento de flanqueamento em torno dos entrincheiramentos de Urabi, que envolveria uma longa marcha através do deserto sem água, ou realizar um bombardeio formal e assalto, Wolseley planeou aproximar-se da posição à noite e atacar frontalmente ao amanhecer, na esperança de obter o elemento surpresa.
Wolseley começou seu avanço a partir de Ismailia na noite de 12 de Setembro, com duas divisões de infantaria e uma brigada de cavalaria. Uma brigada de tropas indianas cobria o flanco na margem sul do Canal de Sweetwater. A marcha de aproximação das forças principais ficou mais fácil porque o deserto a oeste de Kassassin era quase plano e desobstruído, fazendo com que parecesse um gigantesco campo de parada. Mesmo com paragens repetidas para manter o uniforme e o alinhamento, as tropas britânicas alcançaram a posição egípcia na altura que Wolseley pretendia.

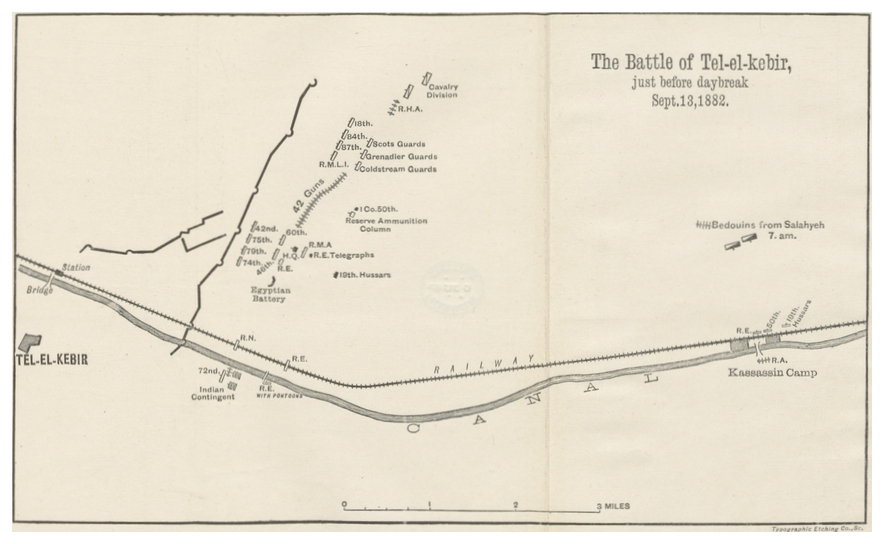
Tell El Kebir

Às 5h45 da madrugada, as tropas de Wolseley estavam a seiscentos metros dos entrincheiramentos e a madrugada acabava de romper, quando sentinelas egípcias os viram e atiraram. Os primeiros tiros foram seguidos por múltiplos disparos dos entrincheiramentos e da artilharia. Tropas britânicas, lideradas pela Brigada das Terras Altas no flanco esquerdo, e a 2ª Brigada no flanco direito juntamente com a Brigada de Guardas (comandada pelo terceiro filho da Rainha Victoria, Príncipe Arthur, o Duque de Connaught e Strathearn) em apoio, atacaram com baionetas.
O avanço britânico foi protegido pela fumaça da artilharia e rifles egípcios. Chegando as trincheiras ao mesmo tempo, ao longo de toda a linha, a batalha resultante terminou em uma hora. A maioria dos soldados egípcios estava cansada de ter permanecido a noite toda em alerta. Por causa da pressa com que as forças de Urabi haviam preparado as suas defesas, não havia obstáculos na frente deles para atrapalhar os atacantes. Vários grupos se levantaram e lutaram, principalmente as tropas sudanesas na frente da Brigada das Terras Altas, mas os que não foram esmagados na primeira corrida foram forçados a recuar. No final, foi mais um massacre do que uma batalha. Numeros oficiais britânicas registaram um total de 57 soldados britânicos mortos. Aproximadamente dois mil egípcios morreram. O exército britânico sofreu mais baixas devido à insolação do que à ação do inimigo.
A cavalaria britânica perseguiu o inimigo ferido em direção ao Cairo, que não foi defendido. O poder foi então restaurado para o quediva, a guerra chegou ao fim e a maioria do exército britânico foi para Alexandria e embarcou para casa, deixando a partir de Novembro, apenas um exército de ocupação.
O Tenente William Mordaunt Marsh Edwards foi condecorado com uma Cruz Vitória por sua bravura durante a batalha.